# BB Doradus
BB Doradus är en dubbelstjärna i mellersta delen av stjärnbilden Svärdfisken. Den har en högsta skenbar magnitud av ca 14,3 och kräver ett kraftfullt teleskop för att kunna observeras. Baserat på parallax enligt Gaia Data Release 2 på ca 1,086 mas beräknas den befinna sig på ett avstånd av ca 3 000 ljusår (ca 920 parsec) från solen.

## Egenskaper
Primärstjärnan i BB Doradus är en vit dvärgstjärna före huvudserien av spektralklass WD. Den har en effektiv temperatur av ca 9 400 K.

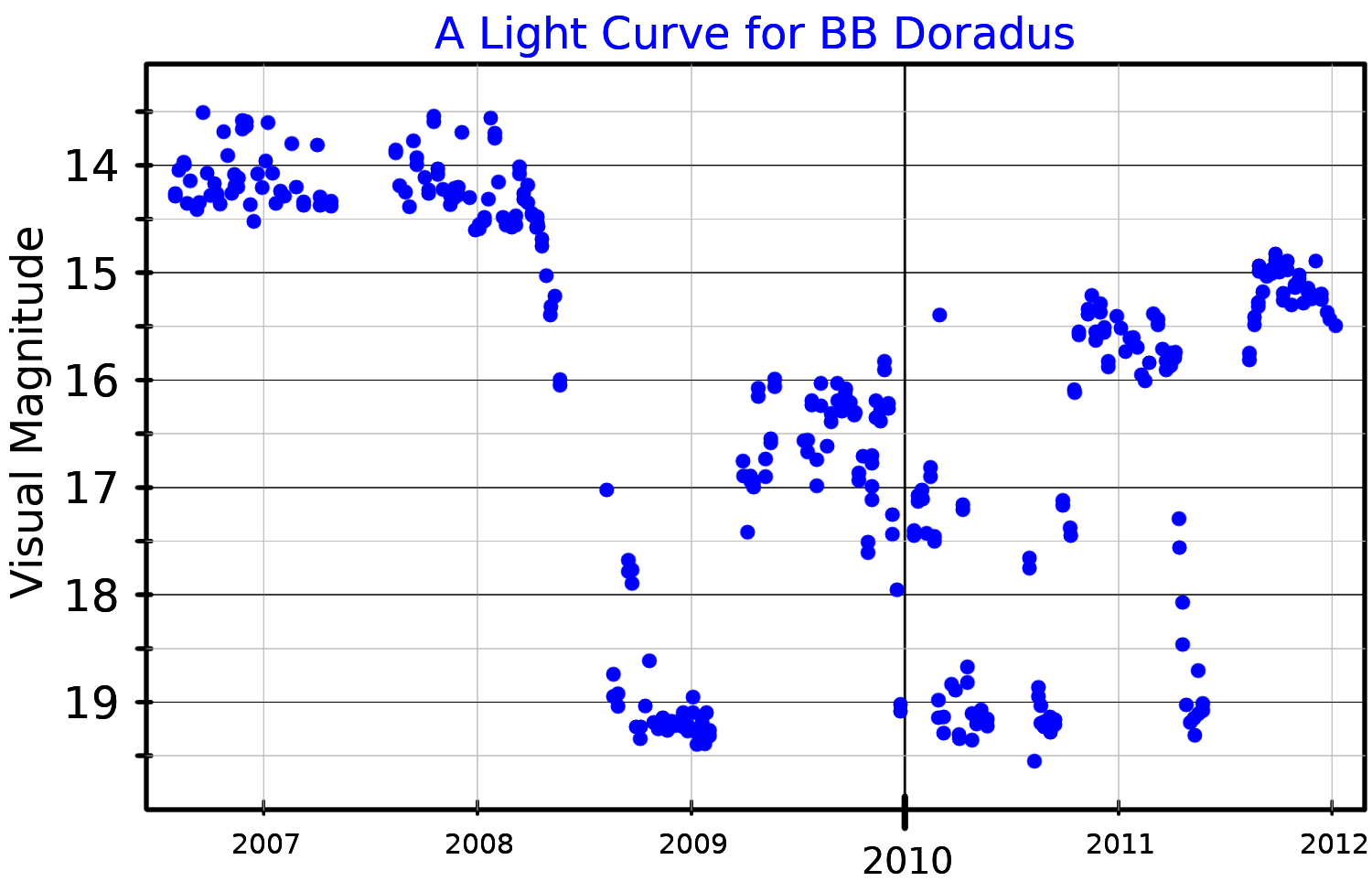
Ljuskurva i visuella bandet för BB Doradus, anpassad från Rodriguez-Gil et al. (2012)

BB Doradus är en kataklysmisk variabel, en prenova stjärna, alltså en snäv dubbelstjärna. Den består av en röd dvärg och en vit dvärg. Observationer av den vita dvärgens svaga men tydliga ackretionsskiva överensstämmer med att den har en lutning på ca 10° (mot siktlinjen från jorden).